# Булгаково (Ивановская область)
Булгаково — деревня в Тейковском районе Ивановской области России, входит в состав Нерльского городского поселения.

## География
Деревня расположена на берегу речки Синюха в 14 км на юг от центра поселения посёлка Нерль и в 39 км на юг от райцентра города Тейково.

## История
В письменных старинных документах село Булгаково впервые упоминается в 1547 году в грамоте княгини Анны Стефановны Глинской (бабушки Ивана IV Грозного по материнской линии) и её сына князя Михаила Васильевича Глинского . Княгиня Анна подарила село Булгаково Суздальскому Покровскому женскому монастырю. (см. Каштанов С. М. Из истории русского средневекового источника. Акты X—XVI веков. М.,Наука,1996 год.- Страница 172). Эта жалованная грамота хранится в Государственном архиве Владимирской области — Фонд 575 Суздальского Покровского монастыря, опись 1, дело 34, лист 36- 36 об. Также село Булгаково упомянуто в «жалованной несудимой грамоте Царя и Великого князя Михаила Феодоровича Суздальскому Покровскому девичьему монастырю» от 1623 года. Из этой грамоты видно, что Булгаково принадлежало монастырю еще в 1606 году, и монастырь имел жалованную грамоту от царя Василия Ивановича Шуйского. Название Булгакова селом дает основание полагать, что церковь в селе существовала в начале XVII столетия. В 1831 году вместо бывшей деревянной был построен нижний этаж новой каменной церкви, верхний этаж построен в 1848 году, колокольня при церкви также каменная. Престолов в церкви было два: в верхнем (холодном) этаже — в честь Преображения Господня, в нижнем (теплом) в честь Покрова Пресвятой Богородицы. В 1893 году приход состоял из села (41 двор) и деревень Лычево, Рокатьево, Жуково, Новоселка. Всех дворов в приходе 108, мужчин — 320, женщин — 325. В селе существовала школа грамотности.
В конце XIX — начале XX века село входило в состав Кибергинской волости Суздальского уезда Владимирской губернии.
С 1929 года село входило в состав Зерниловского сельсовета Тейковского района, с 1954 года — в составе Сокатовского сельсовета, с 2005 года — в составе Нерльского городского поселения.

## Население
| 1859 | 1905 | 2010 |
| ---- | ---- | ---- |
| 190  | ↗233 | ↘6   |

## Достопримечательности
В селе находится Церковь Спаса Преображения (1831—1848)